# غزل شش‌لتی
غزل شش‌لتی یا شش‌لختی عبارت است از غزلی که در آن شاعر هر مصراع را به سه لَت (مصراع) تقسیم می‌کند. قافیه در مصراع سوم و ششم و به همان ترتیب مصراع‌های ۱۲، ۱۸، ۲۴ و … تکرار می‌شود. به سبب طولانی شدن مصراع‌ها در این غزل غالباً از قافیه‌های درونی استفاده می‌شود. این نوع غزل اگر چه متشکل از شش مصراع است اما هیچ‌یک از مقتضیات مسدس و مسمط را ندارد و در بایدهای قالبی، کاملاً تابع قواعد غزل است. در دهه نود این شکل از غزل‌نویسی توسط حسین صفا با تأکید بیشتری در مجموعه شعرهای «وصیت و صبحانه»، «منجنیق» و «این دست بی‌صدا» پیگیری شد و اکنون رویکردی تازه از غزل‌نویسی را ایجاد کرده است.